# Blello
Blello – miejscowość i gmina we Włoszech, w regionie Lombardia, w prowincji Bergamo.
Według danych na styczeń 2009 gminę zamieszkiwało 90 osób przy gęstości zaludnienia 40,9 os./1 km².